# Northome (lãnh thổ chưa tổ chức), Minnesota
Xã Northome (tiếng Anh: Northome Township) là một xã thuộc quận Koochiching, tiểu bang Minnesota, Hoa Kỳ. Năm 2010, dân số của xã này là 447 người.